# Aspidoras
Genre
Aspidoras est un genre de poissons-chats d'eau douce.

## Liste des espèces
Selon FishBase (29 octobre 2017) :
- Aspidoras albater Nijssen & Isbrücker, 1976
- Aspidoras belenos Britto, 1998
- Aspidoras brunneus Nijssen & Isbrücker, 1976
- Aspidoras carvalhoi Nijssen & Isbrücker, 1976
- Aspidoras depinnai Britto, 2000
- Aspidoras eurycephalus Nijssen & Isbrücker, 1976
- Aspidoras fuscoguttatus Nijssen & Isbrücker, 1976
- Aspidoras gabrieli Wosiacki, Graças Pereira & Reis, 2014
- Aspidoras lakoi Miranda Ribeiro, 1949
- Aspidoras maculosus Nijssen & Isbrücker, 1976
- Aspidoras marianae Leão, Britto & Wosiacki, 2015
- Aspidoras menezesi Nijssen & Isbrücker, 1976
- Aspidoras microgalaeus Britto, 1998
- Aspidoras pauciradiatus (Weitzman & Nijssen, 1970)
- Aspidoras poecilus Nijssen & Isbrücker, 1976
- Aspidoras psammatides Britto, Lima & Santos, 2005
- Aspidoras raimundi (Steindachner, 1907)
- Aspidoras rochai Ihering, 1907
- Aspidoras spilotus Nijssen & Isbrücker, 1976
- Aspidoras taurus Lima & Britto, 2001
- Aspidoras velites Britto, Lima & Moreira, 2002
- Aspidoras virgulatus Nijssen & Isbrücker, 1980